# Monhoudou
Monhoudou é uma comuna francesa na região administrativa do País do Loire, no departamento de Sarthe. Estende-se por uma área de 7.52 km². Em 2010 a comuna tinha 213 habitantes (densidade: 28,3 hab./km²).